# 人種開発ジャーナル
『人種開発ジャーナル』(じんしゅかいはつじゃーなる、英:Journal of Race Development)は、アメリカで最初の国際関係論に関する学術雑誌である。
この雑誌は1910年にクラーク大学の歴史学者ジョージ・H・ブレイクスリーによって発刊された。優生学的な響きのある雑誌名ではあるが、実際には政治、外交、国際関係に関するいろいろな話題をあつかっていた。その後、『国際関係論』(Journal of International Relations)と改名され、1922年には『フォーリン・アフェアーズ』に統合された 。

## 主な論文
『人種開発ジャーナル』に掲載された論文で今でも幅広く引用されている論文には次のようなものがある。
- アレクサンダー・フランシス・チェンバレン, "The Contribution of the Negro to Human Civilization", Journal of Race Development, 1 (April 1911)
- W・E・B・デュボイス, "Of the Culture of White Folk," Journal of Race Development (April 1917)
- エルズワース・ハンティントン "The Adaptability of the White Man to Tropical America," Journal of Race Development (October 1914).
- McKenzie, Fayette Avery, "The American Indian of Today and Tomorrow," The Journal of Race Development, 3:2 (October 1912)
- Singh, Sander, "The Hindu in Canada," Journal of Race Development, 7 (1916–17), 361–382
- ソースティン・ヴェブレン, "The Mutation Theory and the Blond Race", Journal of Race Development (1913)
- ソースティン・ヴェブレン, "The Opportunity of Japan", Journal of Race Development (1915)